# ميساتو فوكوين
ميساتو فوكوين (福圓美里 فوكوين ميساتو) هي ممثلة يابانية ولدت في 10 يناير 1982 في طوكيو.

## أدوارها في الأنمي

### مسلسلات أنمي تلفزيونية
- بلاك كات - إيف، دكتورة تياريو لوناتيك
- تو لاف-رو - الظلمة الذهبية/يامي-تشان
- روزاريو + فامباير - كورومو كورونو
- روزاريو + فامباير CAPU2 - كورومو كورونو
- داركر ذان بلاك: المقاول الأسود - ين
- داركر ذان بلاك: جوزاء النيزك - ين
- خيميائي الفولاذ FULLMETAL ALCHEMIST - إليسيا هيوز
- باتل بروغرامر شيراسي - ميساو أمانو
- سترايك ويتشز - يوشيكا ميافوجي
- صوت السماء - يومينا
- سول إيتر - إيروكا فروغ
- ريد غاردن - ليز هارييت ماير
- الرمية الكبرى - تشيو شينوؤكا
- الرمية الكبرى: فصل بطولة الصيف - تشيو شينوؤكا
- إندكس معينة خاصة بالسحر - مايكا تسوتشيميكادو
- إندكس معينة خاصة بالسحر II - مايكا تسوتشيميكادو
- رايلغان معينة خاصة بالعلم - مايكا تسوتشيميكادو
- رايلغان معينة خاصة بالعلم S - مايكا تسوتشيميكادو
- ديفل ماي كراي - باتي
- دورارارا!! - ساكي ميكاجيما
- دورارارا!! ×2 المقدمة - ساكي ميكاجيما
- دورارارا!! ×2 المنتصف - ساكي ميكاجيما
- دورارارا!! ×2 الخاتمة - ساكي ميكاجيما
- ميجامان ستار فورس - سونيا
- وولفرين - مين
- بلود سي - نونو موتوي، نيني موتوي
- أناذر - تاكاكو سوغيورا
- طريق السلام - رجاء
- فالفريف الثوري - ماريه نوبي
- طموحات أودا نوبونا - مايدا إينوتشيو
- مغامرة جوجو الغريبة: ستارداست كروسيدرز - إيغي
- M3 الفولاذ الأسود - مآمو يوزوكي
- بوكيمون إكس/واي - الأميرة آلي
- تيلز أوف زيستيريا ذا كروس - إدنا

### أنمي الإنترنت
- سيلور مون كريستال - تشيبيوسا، بلاك ليدي

## أدوارها في ألعاب الفيديو
- سلسلة ألعاب ستريت فايتر
  - ستريت فايتر IV - ساكورا
  - سوبر ستريت فايتر IV - ساكورا
  - سوبر ستريت فايتر IV آركيد إديشن - ساكورا
  - ألترا ستريت فايتر IV - ساكورا
  - ستريت فايتر V - ساكورا
- ستريت فايتر X تيكن - ساكورا
- جوجوز بيزار أدفنتشر: آيز أوف هيفن - إيغي
- تيلز أوف زيستيريا - إدنا

## أدوارها في الدبلجة اليابانية
- عرض لوني تيونز - غوسامر

## وصلات خارجية
- ميساتو فوكوين على موقع IMDb (الإنجليزية)
- ميساتو فوكوين على موقع ألو سيني (الفرنسية)
- ميساتو فوكوين على موقع ميوزك برينز (الإنجليزية)
- ميساتو فوكوين على موقع ديسكوغز (الإنجليزية)
- ميساتو فوكوين على موقع قاعدة بيانات الفيلم (الإنجليزية)
- ميساتو فوكوين على موقع كينوبويسك (الروسية)
- ميساتو فوكوين على موقع ANN person (الإنجليزية)